# Приобское плато
Прио́бское плато́ — равнина в пределах Алтайского края и Новосибирской области России, располагается по левобережью реки Оби, на юге постепенно переходит в предгорья Алтая. Средняя высота — 250—260 м. Приобское плато возвышается над Кулундинской котловиной на 50—75 м. Плато расчленено широкими и глубокими (40—100 м) ложбинами, вытянутыми параллельно друг другу с северо-востока на юго-запад. Днища ложбин заполнены песками, поверхность которых под воздействием ветра приобрела бугристо-грядовый характер. В этих ложбинах находятся долины современных рек. Самыми крупными из них являются Алей, Касмала и Барнаулка. В ложбине Касмалинской ленты находятся горько-солёные озёра Большое Горькое и Малое Горькое.
Климат равнины теплее и суше других зон Западно-Сибирской низменности. Среднегодовая температура на Приобском плато составляет +2,5 °C, среднегодовое количество осадков 450 мм. Из-за практически равнинного рельефа подвержено влияниям сильных ветров и вторжениям воздушных масс как со стороны Северного Ледовитого океана, так и из Центральной Азии.
Почвы формируются на лёссовидных суглинках. Преобладают открытые степные пространства на чернозёмных почвах. Местами встречаются берёзовые колки, преимущественно на тёмно-серых лесных почвах; к ложбинам древнего стока приурочены ленточные сосновые боры (под которыми формируются дерново-подзолистые почвы), болота и озёра. Большая часть территории Приобского плато распахана (посевы зерновых и технических культур).